# Talchako Mountain
Der Talchako Mountain ist mit 3037 m Höhe einer der Hauptgipfel der Pacific Ranges eines Teilgebiets der Coast Mountains im Süden der kanadischen Provinz British Columbia. Er erhebt sich westlich des Talchako River und nördlich des Monarch Icefield sowie westlich des Südteils des Tweedsmuir Provincial Park. Der Berg befindet sich 5,5 km südlich des Horribilis Peak und 60 km südöstlich von Bella Coola.
Die Nordseite besteht aus steilen Felsen und Schnee mit einem Gletscher, die Südseite aus Felsrinnen und Schnee. Die Ostseite ist über 1000 Meter und mehr durch ein eindrucksvolles Relief technisch anspruchsvollen Geländes gekennzeichnet.

## Klima

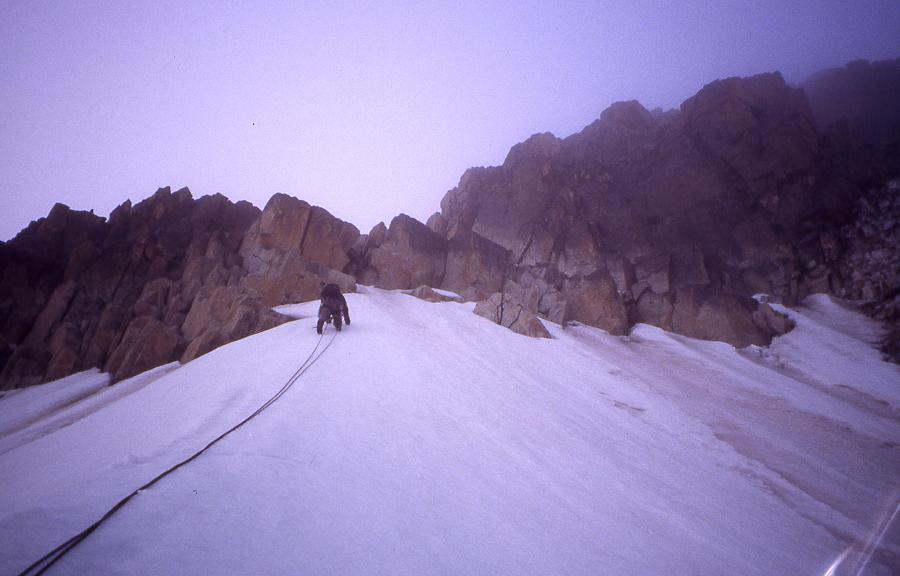
Eisklettern am Nordost-Grat

In Bezug auf die Klimaklassifikation nach Köppen und Geiger liegt der Talchako Mountain im Bereich des Seeklimas des westlichen Nordamerika. Die meisten Wetterfronten stammen vom Pazifik und bewegen sich ostwärts auf die Coast Mountains zu, wo sie durch die Berge zum  Aufsteigen (Windstau) gezwungen werden, was wiederum dazu führt, dass die enthaltene Feuchtigkeit in Form von Regen oder Schnee abgegeben wird. Im Ergebnis führt das zu hohen Niederschlägen in den Coast Mountains, insbesondere zu starken Schneefällen im Winter. Die Temperaturen können unter −20 °C fallen, unter Berücksichtigung von Windchill-Einfluss unter −30 °C.